# Riccardo Giacconi

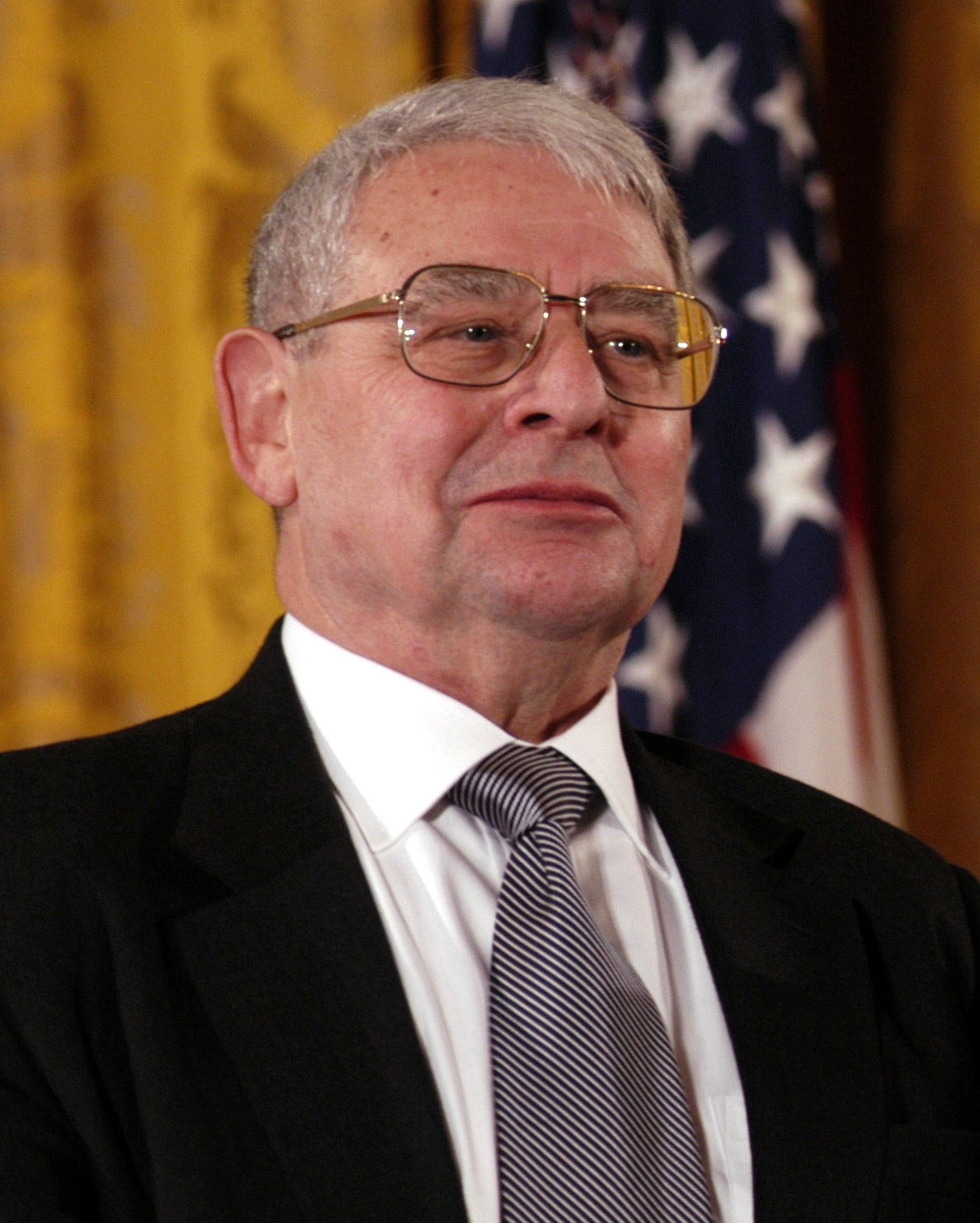
Riccardo Giacconi (2003)

Riccardo Giacconi (* 6. Oktober 1931 in Genua, Königreich Italien; † 9. Dezember 2018 in San Diego, Kalifornien) war ein italienisch-amerikanischer Astrophysiker, der 2002 mit dem Nobelpreis für Physik „für bahnbrechende Arbeiten in der Astrophysik, die zur Entdeckung von kosmischen Röntgenquellen geführt haben“, ausgezeichnet wurde.

## Leben
Riccardo Giacconi war das einzige Kind von Antonio Giacconi, der einen Kleinbetrieb führte, und seiner Frau Elsa Canni Giacconi, einer Mathematik- und Physikoberstufenlehrerin. Seine Eltern wurden geschieden, als er acht Jahre alt war und er wuchs bei seiner Mutter in Mailand auf. Nach seiner Promotion 1954 an der Universität Mailand erhielt er dort eine Anstellung als Assistenzprofessor für Physik. 1956 wechselte er an die Universität von Indiana in Bloomington und 1958 an die Princeton University in Princeton. 1959 trat er in die American Science & Engineering Inc. in Cambridge (Massachusetts) (AS&E) ein, eine Firma, die von Bruno Rossi gegründet worden war, um mit staatlichen Mitteln Forschung und Entwicklung zu betreiben. Er wurde 1966 in das Direktorium aufgenommen und war ab 1969 Vizepräsident.
1973 wechselte er als stellvertretender Direktor an die Abteilung für Hochenergieastrophysik des Harvard-Smithsonian Center for Astrophysics in Cambridge und erhielt eine Professur für Astronomie an der Harvard University in Cambridge. 1981 wechselte er als Direktor an das Space Telescope Science Institute und die Johns-Hopkins-Universität in Baltimore (Maryland). Von 1991 bis 1999 war er Professor für Physik und Astronomie in seiner Heimatstadt Mailand, von 1993 bis 1999 Generaldirektor der Europäischen Südsternwarte in Garching bei München. 1999 ging er zurück in die Vereinigten Staaten und war seitdem Präsident der Associated Universities in Washington, D.C. und Forschungsprofessor an der Johns-Hopkins-Universität in Baltimore.
Riccardo Giacconi war verheiratet mit Mirella, die er bereits aus der Schulzeit kannte und die als Übersetzerin bei MIT Press arbeitete, und hatte zwei Töchter, Guia und Anna.

## Werk
Die Arbeit von Giacconi war bis 1959 von Fehlschlägen geprägt, so dass er bei AS&E einen neuen Anlauf nahm. Er selbst bezeichnete die ersten Jahre bei AS&E als die produktivsten seines Lebens, er war von 1959 bis 1962 an der Entwicklung der Nutzlast von 23 Forschungsraketen, 6 Satellitenmissionen und einer Flugzeugmission sowie an der Entwicklung eines kompletten Satelliten beteiligt.
Am 12. Juni 1962 wurde erstmals eine Aerobee-Höhenforschungsrakete mit einem Röntgendetektor als Nutzlast gestartet. Das erklärte Ziel, eine Röntgenaufnahme des Mondes, konnte zwar nicht erreicht werden – heute weiß man, dass das Signal für die damaligen Instrumente zu schwach war, so dass ein „Röntgenphoto“ des Mondes erst 1990 mit ROSAT gelang – aber stattdessen wurde ein helles Objekt im Sternbild Skorpion gefunden, Scorpius X-1. Ein weiteres Projekt Giacconis war der Röntgensatellit Uhuru, der 1970 gestartet wurde und mit dem erstmals eine komplette Himmelsdurchmusterung im Röntgenbereich durchgeführt wurde, im Energiebereich von 2 bis 6 keV wurden 339 Objekte gefunden. Das nächste Satellitenprojekt war das Einstein-Observatorium, das am 12. November 1978 gestartet wurde.
Von 1981 bis 1993 war Giacconi als Direktor des Space Telescope Science Institute verantwortlich für Entwicklung und Bau des Hubble-Weltraumteleskop.
Am nächsten Röntgensatelliten, ROSAT, war Giacconi in der Planungsphase nicht beteiligt, aber er hatte einen wesentlichen Beitrag an der Einwerbung amerikanischer Beiträge zu diesem Projekt (unter anderem einen kostenlosen Start). Dieser Beitrag war sehr wichtig, da das BMFT Ende der 1970er eine substantielle internationale Beteiligung zur Bedingung für die Finanzierung eines derartigen Projekts gemacht hatte.
Riccardo Giacconi wurde für seine Leistungen um die Röntgenastronomie, vor allem für die Entdeckung von Scorpius X-1, 2002 mit dem Nobelpreis für Physik ausgezeichnet, die andere Hälfte des Preises teilten sich Masatoshi Koshiba und Raymond Davis Jr.

## Auszeichnungen und Mitgliedschaften
- Fulbright Fellow, 1956–1958
- Helen-B.-Warner-Preis, American Astronomical Society, 1966
- Como-Preis, Italienische Physikalische Gesellschaft, 1967
- Röntgenpreis für Astrophysik, Physikalisch-Medizinische Gesellschaft, Würzburg, 1971
- NASA Medal for Exceptional Scientific Achievement, 1971
- Mitglied der National Academy of Sciences, 1971
- Mitglied der American Academy of Arts and Sciences, 1971
- NASA Distinguished Public Service Award, 1972
- Fellow der American Physical Society, 1976
- NASA Exceptional Scientific Achievement Medal, 1980
- Elliott-Cresson-Medaille, Franklin Institute, Philadelphia, 1980
- Bruce Medal, Astronomical Society of the Pacific, 1981
- Dannie-Heineman-Preis für Astrophysik, AAS/AIP, 1981
- Henry Norris Russell Lectureship, American Astronomical Society, 1981
- Goldmedaille der Royal Astronomical Society, 1982
- A. Cressy Morrison Award für Naturwissenschaften, The New York Academy of Sciences, 1982
- Wolf-Preis für Physik, 1987
- Namensgeber für den Asteroiden (3371) Giacconi, 1990
- Mitglied der American Philosophical Society, 2001[1]
- Nobelpreis für Physik, 2002
- Großkreuz des Verdienstordens der Italienischen Republik, 2002
- National Medal of Science, 2003
- Karl-Schwarzschild-Medaille der Astronomischen Gesellschaft, 2004
- Carl Sagan Memorial Award, 2012